# Archibald Douglas (Ballade)

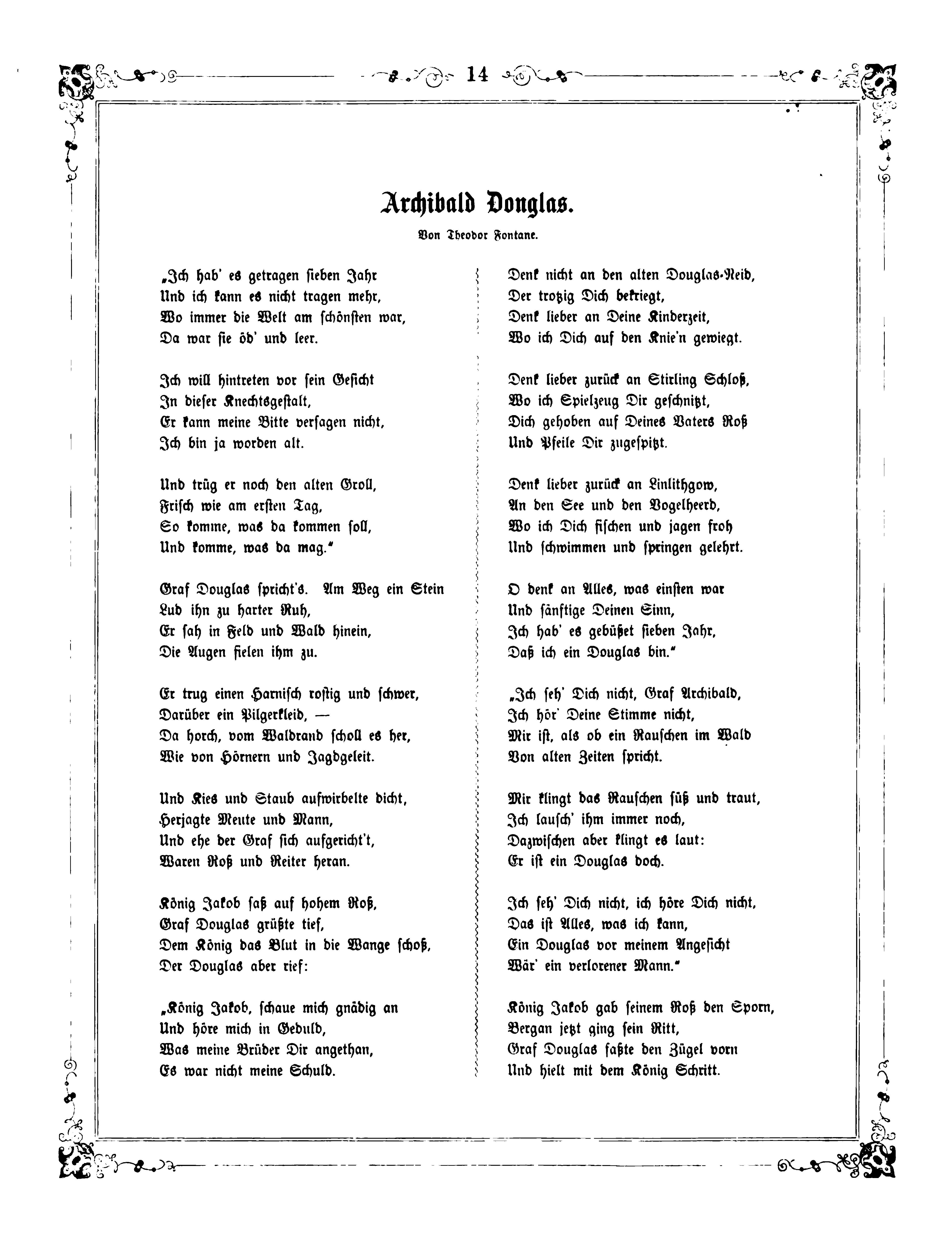
Archibald Douglas in Argo 1857

Archibald Douglas ist eine Ballade von Theodor Fontane aus dem Jahr 1854. Sie schildert die unauslöschliche, zu jedem Opfer bereite Liebe des verbannten Titelhelden zu seiner schottischen Heimat, die schließlich auch seinen König versöhnt.

## Inhalt
Die Ballade beginnt mit einem Selbstgespräch Archibalds:
Ich hab' es getragen sieben Jahr,

und ich kann es nicht tragen mehr,

wo immer die Welt am schönsten war,

da war sie öd' und leer.
Der gealterte Douglas kann seine Verbannung aus Schottland nicht länger ertragen. Trotz der ihm bei Rückkehr drohenden Todesstrafe wagt er sich im Pilgerkleid in die Heimat und trifft seinen König Jakob auf der Jagd. Douglas beteuert seine Unschuld an dem, „was meine Brüder Dir angethan“, und erinnert den König an dessen Kinderzeit, 
Wo ich Dich fischen und jagen froh 

Und schwimmen und springen gelehrt.
Der König erschlägt ihn zwar nicht, will ihn aber auch nicht anhören: 
Ich seh’ Dich nicht, ich höre Dich nicht,

Das ist Alles, was ich kann,

Ein Douglas vor meinem Angesicht

Wär’ ein verlorener Mann.
Mit diesen Worten treibt der König sein Pferd bergan. Graf Douglas hält Schritt und fleht, ihn lieber zu töten als ihm die Rückkehr zu verweigern. Endlich hält der König inne, springt ab und nimmt den Grafen wieder als Seneschall in seinen Dienst: 
Der ist in tiefster Seele treu,

Wer die Heimath liebt, wie Du.

## Kommentar
Um seine Douglas-Ballade der altschottischen Balladentradition anzupassen, übernahm Theodor Fontane die sogenannte Chevy-Chase-Strophe der altenglischen und altschottischen Balladendichter. Noch im Jahr 1848 war ihm, wie er in seiner 1898 erschienenen Autobiographie Von Zwanzig bis Dreißig berichtet, „Bischof Percys Reliques of ancient English poetry und bald danach auch Walter Scotts Minstrelsy of the Scottish border in die Hände“ gekommen, „zwei Bücher, die auf Jahre hin meine Richtung und meinen Geschmack bestimmten.“ Dort referiert Scott in einer Fußnote der Einleitung die „rührende Geschichte“ (affecting story) des Archibald Douglas of Kilspindie, der bei seinem König jedoch keine Gnade findet, sondern in die Verbannung nach Frankreich zurückkehren muss, wo er an gebrochenem Herzen stirbt. Scott nennt dabei als seine Quelle David Hume of Godscroft: The History of the House and Race of Douglas and Angus. Die dortige Passage mit der „wahren Geschichte“ des Archibald of Kilspindie hat Scott wörtlich und vollständig in Anmerkung 12 zum fünften Gesang seiner Versdichtung The Lady in the Lake übernommen mit dem Zusatz, dass er von ihren einfachen und rührenden Eigenheiten selbst mehr Gebrauch gemacht hätte, wenn sein Freund John Finlay (1782–1810) sie nicht schon zu einer ergreifenden Ballade verwoben hätte.
Dem schottischen Sänger Albert Bernhard Bach (1844–1912) schrieb Fontane auf dessen Anfrage nach der Quelle seiner Ballade unter dem 16. Juli 1889 aus Kissingen:
„Die Ballade stammt aus dem Jahre 1853. Ich blätterte damals in einer schaudervoll schlechten Übersetzung Walter Scotts und fand in diesem Bande, der eine der weniger bekannten grösseren epischen Dichtungen W. Scotts (Titel leider vergessen) enthält, eine lange, fast 7 Seiten bedeckende Anmerkung, die von diesem Streite zwischen König Jakob -- ich glaube der IV. -- und der Douglas-Familie erzählt und eingekapselt, aber ziemlich kurz, auch des von mir behandelten Vorganges Erwähnung thut. Der historische Verlauf war aber, wie W. Scott in eben dieser Anmerkung mittheilt, ein anderer. König Jakob begnadigte den Archibald Douglas nicht, was entweder dem alten Chroniken-Schreiber oder vielleicht auch erst Walter Scott selbst Veranlassung giebt, die Härte des Königs zu tadeln, denn (so wörtlich kopiert):
A king’s face
Shall give grace.
Dieser Reim nimmt sich im Drucke gerade so aus wie hier, das heisst er steht nicht mitten im Text, sondern erklärt sich durch den weissen leeren Raum links und rechts, wodurch Sie beim Nachblättern, die Stelle leicht entdecken können. Nochmals also: Weniger bekannte epische Dichtung, lange Anmerkung und in der letzten Anmerkung die sehr scharf abweichenden zwei Zeilen. Nicht: Last Minstrel, nicht lady of the lake, nicht Floddenfield […]“
Die typographische Besonderheit, die Fontane so sehr hervorhebt, zeichnet anscheinend allein die Version der Archibald-Douglas-Geschichte aus, die im 26. Kapitel von Scotts Tales of a Grandfather Being the History of Scotland geboten wird, und zwar die englische Originalversion ebenso wie die deutsche Übersetzung von Karl Ludwig Kannegießer (1781–1864). Man wird sie daher, wie Max Runze 1899, für Fontanes erste und entscheidende Begegnung mit dem Stoff halten können, auch wenn es sich dabei nicht um eine Anmerkung handelt und ebenso wenig um „epische Dichtung“.
Fontane selbst war davon aber nicht überzeugt, wie er im Januar 1893 an Richard Maria Werner schrieb:
„Irgendwo in Walter Scott — entweder in den Erzählungen eines Grossvaters oder noch wahrscheinlicher in einer der kleineren und weniger bekannt gewordenen epischen Dichtungen — findet sich eine lange Anmerkung, in der es ungefähr heisst: Jakob V. hatte viel Streit mit dem Adel, besonders mit der Douglas-Familie. Archibald Douglas wurde schließlich auf Lebenszeit verbannt. Nach 7 Jahren kam er wieder und stellte sich bittend dem König entgegen. Der König wies ihn aber ab, und so mußte er das Land abermals verlassen. Ein englischer König, wenn ich nicht irre Heinrich VIII., mißbilligte dies und sprach den Reimspruch: 'A King’s face / Shall give grace.' Soweit die Anmerkung, beiläufig das Einzige, was ich aus dem ganzen dicken Buche las, das ich beim Abstäuben nur zufällig aufgeschlagen hatte. Diese kleine Douglas-Geschichte machte einen großen Eindruck auf mich, und da ich ganz der Ansicht von Heinrich dem Achten war, so modelte ich den Stoff in dem entsprechenden Sinne … Die Ansprache des Douglas und die Antwort des Königs darauf, schrieb ich noch an demselben Abend, und zwar auf dem kalten, weißgetünchten Vorflur des K.[öniglichen] Schauspielhauses. Ich holte meine Frau ab und seh mich noch stehn, wie ich ein kleines Blatt nach dem andern an den Wandpfeiler legte, um mit dem Bleistift, der keine rechte Spitze mehr hatte, besser schreiben oder doch das Nötigste festhalten zu können. Es ist jetzt gerade 40 Jahre her.“

Da Fontanes Ballade inhaltlich am meisten mit der schon erwähnten Fußnote zu Minstrelsy of the Scottish Border übereinstimme, sah Hans Rhyn Fontanes Quelle dort. Fontanes briefliche Mitteilung vom 20. Mai 1868 an seine Frau, er lese mit Entzücken Scotts Erzählungen eines Grossvaters, spreche nicht dafür, dass eine Passage daraus Fontane zu einem seiner ersten literarischen Triumphe inspiriert habe. Umgekehrt fällt es allerdings ebenso schwer zu glauben, dass Minstrelsy of the Scottish Border, eines von zwei Büchern, die nach Fontanes eigenen Worten „auf Jahre hin meine Richtung und meinen Geschmack bestimmten“, das „dicke Buch“ gewesen sein soll, das er „beim Abstäuben nur zufällig aufgeschlagen hatte“, um darin als Einziges die Anmerkung über Archibald Douglas zu lesen, und das er bis zu seinem Tod nicht als Quelle seiner Ballade zu identifizieren vermochte.
Am 3. Dezember 1854 trug Fontane die Ballade unter dem Titel Der Verbannte beim Stiftungsfest des Tunnels über der Spree in „Arnims Hotel“ (Unter den Linden 44) in Anwesenheit von Theodor Storm unter großem Jubel zum ersten Mal vor. Fontane erinnerte sich daran in Von Zwanzig bis Dreißig wie folgt:
„Ich gehörte dem Tunnel unausgesetzt ein Jahrzehnt lang an und war während dieser Zeit, neben Scherenberg, Hesekiel und Heinrich Smidt, das wohl am meisten beisteuernde Mitglied des Vereins. Die große Mehrzahl meiner aus der preußischen, aber mehr noch aus der englisch-schottischen Geschichte genommenen Balladen entstammt jener Zeit, und manche glückliche Stunde knüpft sich daran. Die glücklichste war, als ich – ich glaube bei Gelegenheit des Stiftungsfestes von 1853 oder 54 – meinen »Archibald Douglas« vortragen durfte. Der Jubel war groß.“

Der erste Druck erfolgte, wie sich erst 1986 herausstellte, in Deutsche Jugendzeitung, redigiert, verlegt und herausgegeben von Christian Julin-Fabricius, Jahrgang 4, Nr. 2, 1. Quartal 1856, Seite 31 f., unter dem Pseudonym „Bornemann (Berlin)“.

Unter Fontanes Namen erschien die Ballade zuerst in Argo, Album für Kunst und Dichtung, Breslau 1857, Seite 14 f. (Herausgeber: Friedrich Eggers, Theodor Hosemann, Franz Kugler (Historiker)).
Noch im selben Jahr legte Carl Loewe eine Vertonung für Singstimme und Klavier Op. 128 vor.
1916 veröffentlichte der evangelische Pfarrer und Schriftsteller Artur Brausewetter den Ostpreußenroman „Wer die Heimat liebt wie Du“, dessen Titel an Fontanes Vers „Wer die Heimath liebt, wie Du“ angelehnt ist und Paul von Hindenburg gewidmet wurde.